# Societat d'Arcueil
La Societat d'Arcueil fou un cercle de físics i químics francesos de principis del segle xix que es reunien a la població d'Arcueil per a discutir sobre temes científics i presentar davant la resta d'assistents memòries de les seves investigacions.
La Societat d'Arcueil fou fundada el 1805 pel químic Claude Louis Berthollet, que tenia una residència a la població d'Arcueil, aleshores propera a París, i pel físic Pierre Simon Laplace que també n'hi tengué una a partir del 1806. El 1807 s'iniciaren les seves activitats essent els primers participants, a més de Berthollet i Laplace, els químics Josep-Louis Gay Lussac (1778-1850), Louis Jacques Thénard (1777-1857), Hippolyte-Victor Collet-Descotils (1773-1815) i Amédée Barthélemy Berthollet (1780-1811), el físic Jean-Baptiste Biot (1774-1862), el botànic suís Augustin Pyramus de Candolle (1778-1841), el científic alemany Alexander von Humboldt, la majoria antics alumnes de l'École polytechnique.
Al grup inicial s'hi afegiren posteriorment, el físic Siméon Denis Poisson (1781-1840), el físic Francesc Aragó (1786-1853), el físic i químic Pierre-Louis Dulong (1785-1838), el físic Étienne-Louis Malus (1775-1812), el físic Jacques-Étienne Bérard (1789-1869), el químic Jean-Antoine Chaptal (1756-1832) i el matemàtic Gaspard Monge (1746-1818).
Les memòries presentades es publicaren en tres volums, apareguts el 1807, el 1809 i el 1813, i que duien per títol Mémoires de Physique et de Chimie, de la Société d'Arcueil. Les reunions tenien lloc cada quinze dies, els diumenges, a les residències de Berthollet o de Laplace, les quals també disposaven de laboratoris per a dur-hi a terme experiències. Cap d'aquest dos científics tenia recursos econòmics suficients per mantenir les residències i les activitats de la societats, essent l'emperador Napoleó Bonaparte qui aportava els recursos econòmics. La societat es dissolgué amb la mort de Berthollet el 1822.